# Disocactus anguliger
Disocactus anguliger, conocida comúnmente como nopalillo, nopalillo blanco, pitahayita del cerro (entre otros), es una especie de planta suculenta perteneciente al género Disocactus, dentro de la familia Cactaceae. Es endémica del suroeste y centro de México (concretamente de los estados de Jalisco, Oaxaca, Guerrero, Nayarit y Michoacán).

## Descripción
Disocactus anguliger es una especie de cactus epífito de hábito colgante, que se desarrolla sobre árboles. Es arbustivo y se ramifica desde la base, con la epidermis de color verde. Los tallos son aplanados, alargados y con forma de hoja. Inicialmente son erectos, aunque con el tiempo se vuelven colgantes. Miden hasta 1 m de largo y de 4 a 8 cm de ancho. Tienen nervaduras centrales prominentes y bastantes rígidas. Los márgenes son anchos, dentados y profundamente lobulados. 

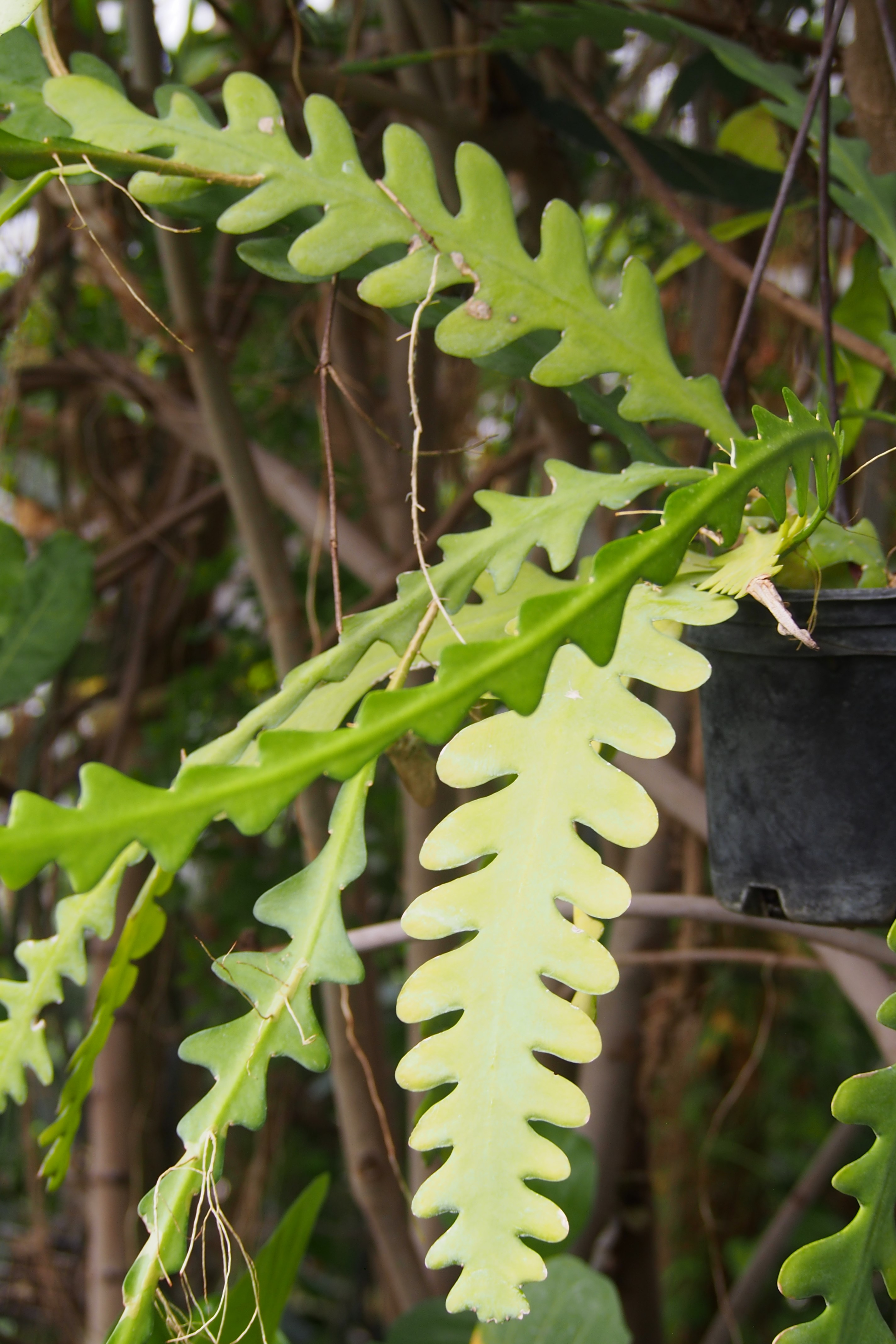
Detalle del tallo profundamente lobulado

Los tallos principales son redondeados o triangulares en la base y se aplanan hacia la parte superior, mientras que los tallos laterales están completamente aplanados (lanceolados), aunque hay excepciones. Sobre ellos se asientan areolas con 1 o 2 cerdas pequeñas y blancas.
Las flores son grandes y fragantes. Miden de 15 a 18 cm de largo y alcanzan diámetros de 10 a 13 cm. Los pétalos exteriores son de color amarillo limón o dorado y los internos de color blanco puro.

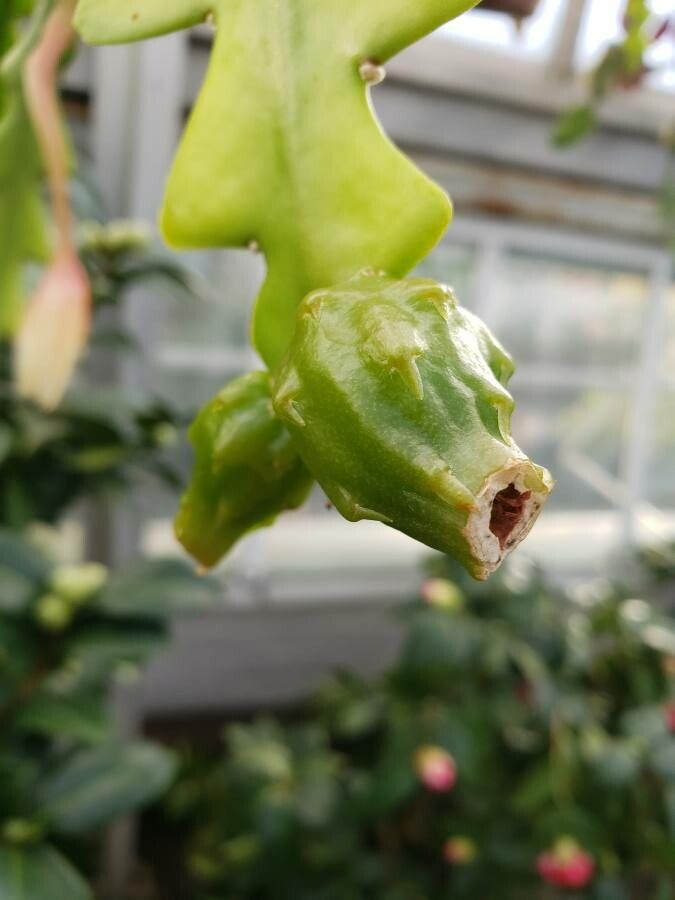
Detalle del fruto

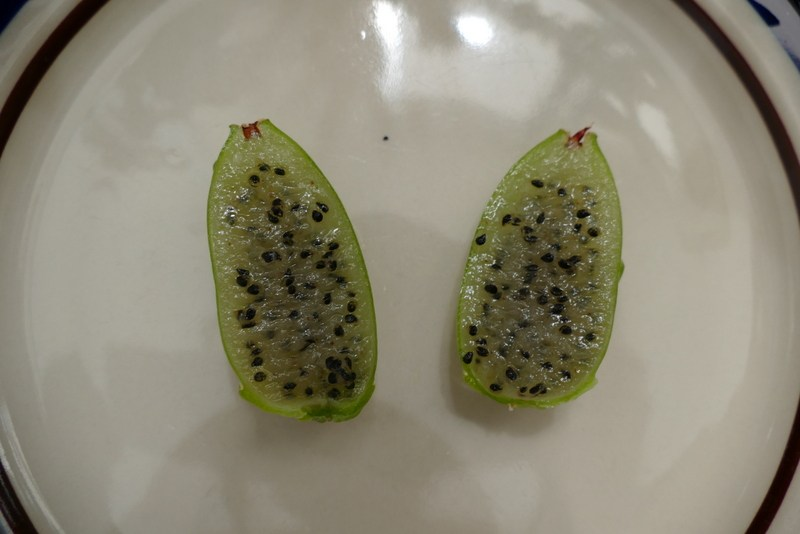
Detalle de las semillas

La floración generalmente ocurre a finales del verano o en otoño. Pueden abrirse hasta seis flores a la vez, cada una con una duración de aproximadamente un día. Los frutos se parecen a las grosellas, tienen forma ovoide y son de color pardusco, verdoso o amarillento. En su interior contienen semillas de color negro.

## Distribución y hábitat
El área de distribución nativa de esta especie abarca el suroeste y centro de México (concretamente en los estados de Jalisco, Oaxaca, Guerrero, Nayarit y Michoacán). Habita principalmente en el bioma tropical estacionalmente seco, entre los 1100 y 1800 metros sobre el nivel del mar.
La planta crece sobre árboles como epífita y se encuentra tanto en bosques húmedos de montaña, como e bosques de Quercus. Sus raíces se incrustan en la corteza de los árboles huéspedes para anclarse y fijarse, por lo que su único acceso a la humedad y los nutrientes proviene de la lluvia y los excrementos que caen desde arriba.

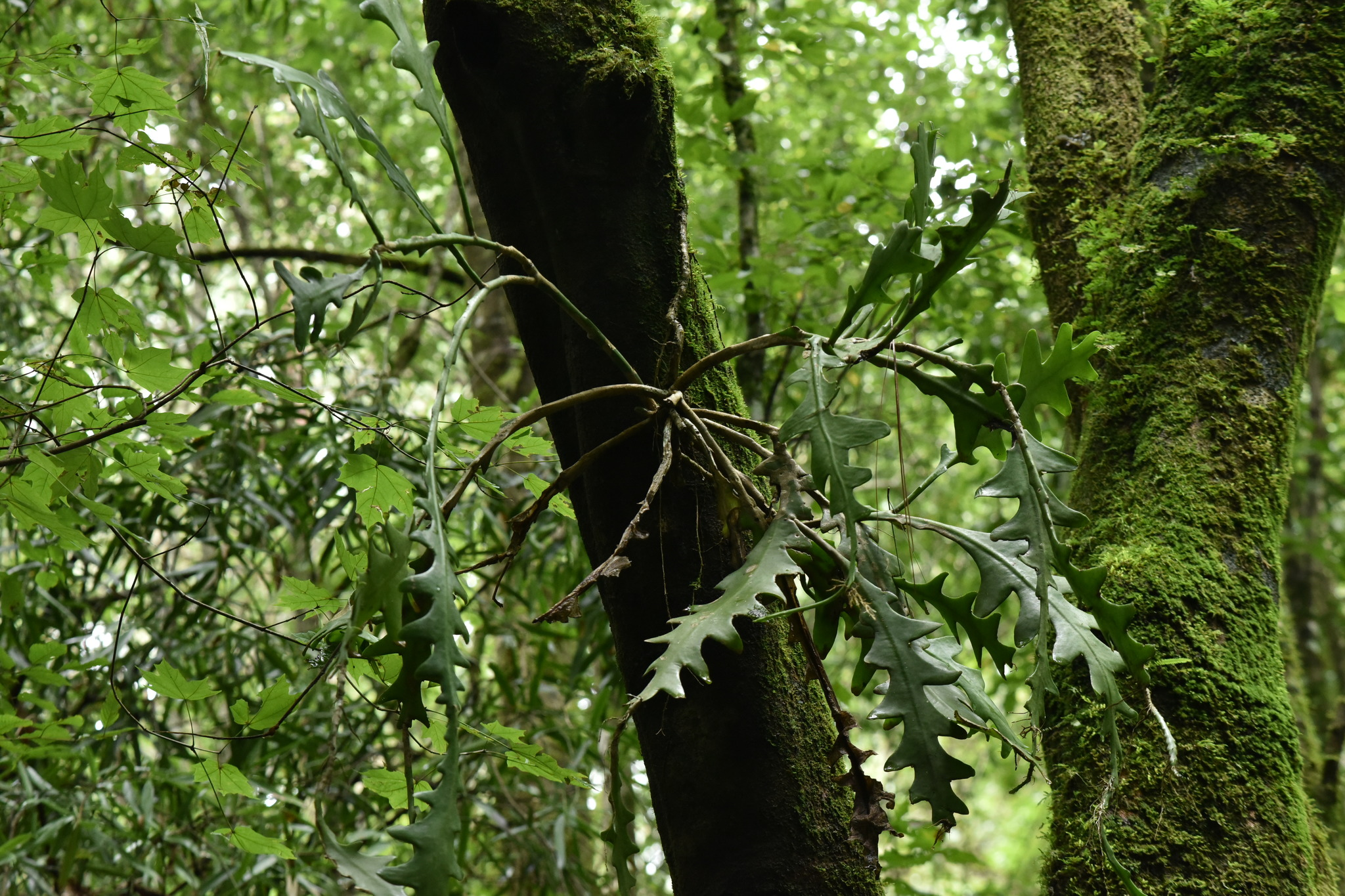
Planta en su hábitat

Además, siempre crecen bajo el dosel de los árboles y nunca están expuestas al sol directo. Comparten su hábitat con orquídeas, bromelias, helechos y musgos.

## Taxonomía
La primera descripción de esta especie fue como Phyllocactus anguliger, publicada en 1851 por el botánico francés Charles Lemaire en la revista científica Jardin Fleuriste 1: t. 92.
Más tarde, los botánicos Miguel Ángel Cruz y Ángel Salvador Arias Montes trasladaron la especie al género Disocactus, por lo que pasó a llamarse Disocactus anguliger. Registraron estos cambios en las revista científica Willdenowia. Mitteilungen aus dem Botanischen Garten und Museum Berlin-Dahlem 46: 157, publicada en 2016.

Etimología
- Disocactus: nombre genérico formado a partir de las palabras griegas dis (que significa 'dos veces'), isos (que significa 'igual) y kaktos (que significa 'cardo' o 'planta espinosa'), en alusión a los tallos aplanados con forma de hoja (con dos lados idénticos) que presentan las especies de este género.[7]
- anguliger: epíteto específico formado a partir de las palabras latinas angŭlus (que significa 'ángulo', 'esquina') y ger (que significa 'rodamiento'), en alusión a los tallos dentaos de la especie.[8][9]

## Estado de conservación

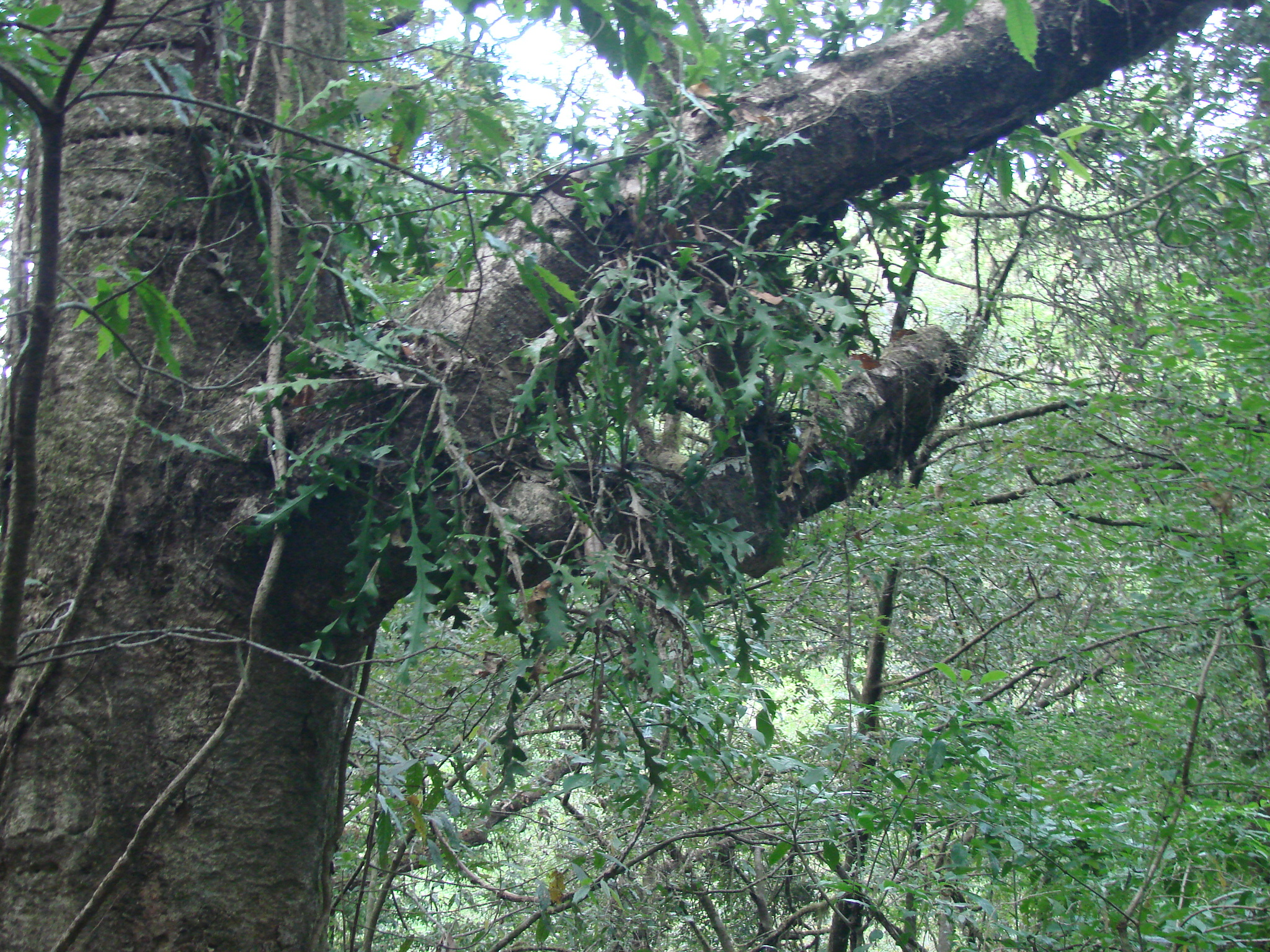
Planta epífita sobre el tronco de un árbol

En la Lista Roja de Especies Amenazadas de la UICN, la especie está clasificada como de “Preocupación Menor (LC)”. 
Las principales amenazas que sufre la especie se deben al deterioro del hábitat como resultado del aumento de la frecuencia de incendios y la conversión de áreas forestales en zonas de pastoreo para el ganado.

## Usos

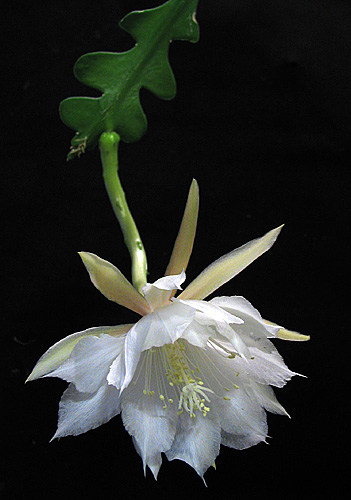
Detalle de la flor

Disocactus anguliger se cultiva habitualmente como planta ornamental de interior. Requiere luz media y se adapta bien a espacios con sombra parcial, especialmente en exteriores durante el verano. Necesita temperaturas cálidas, entre 16 y 25 °C, y una alta humedad ambiental. Para mantenerla en buen estado, conviene pulverizar agua sobre la planta con frecuencia y colocar la maceta sobre una bandeja con guijarros húmedos.
Durante la primavera y el verano, demanda riegos abundantes, manteniendo el sustrato húmedo sin encharcar. Tras la floración, se recomienda reducir el riego durante unas semanas. El resto del año, se debe regar con moderación, dejando que la capa superficial del sustrato se seque entre riegos. Aunque sus tallos no se marchitan fácilmente por falta de agua, las raíces dañadas o la carencia de nutrientes pueden provocar su deterioro.
El trasplante se realiza en primavera, utilizando una mezcla compuesta por tres partes de sustrato a base de turba y una parte de arena gruesa con perlita. A medida que crece, conviene mover la planta a macetas de mayor tamaño hasta alcanzar los 13 o 15 cm de diámetro. Las plantas más altas de 20 cm pueden necesitar tutores, aunque también se pueden cultivar en cestas colgantes para un efecto decorativo.
La propagación se realiza con esquejes de tallo tomados en primavera o verano. Después de cortar una sección de unos 13 a 15 cm, se deja secar durante un día y luego se planta a unos 2 cm de profundidad en una maceta con el mismo sustrato que se emplea para plantas adultas. El enraizamiento suele completarse en dos o tres semanas, y los ejemplares nuevos pueden florecer en un plazo de dos años. La propagación por semilla es útil solo para colecciones especializadas, ya que las plántulas tardan más tiempo en desarrollarse y florecer.
En cuanto a plagas y enfermedades, puede sufrir podredumbre negra causada por Erwinia cacticida, manchas foliares provocadas por hongos del género Phyllosticta y costras corchosas (edema), entre otros problemas. Además, puede verse afectado por plagas como cochinillas, babosas, pulgones y ácaros. Un riego adecuado, buena ventilación y control de la exposición solar ayudan a prevenir muchos de estos trastornos.

## Nombres comunes
Los nombres comunes de esta especie son: cacteña, jara de pitahayita, jara de pitayita, jarana de pitahayita, jarrana, joconostle, nopalillo, nopalillo blanco, nopalillo de olor, nopalillo oloroso, pitahaya, pitahayita del cerro, pitayita y pitayita del cerro.